# Het Atoomsulfaat
Het Atoomsulfaat (Spaans: El sulfato atómico) is het eerste stripalbum uit de reeks Paling en Ko van tekenaar Francisco Ibáñez. De Spaanse versie, tevens het eerste lange verhaal van de blunderende geheim agenten, verscheen in 1969 in de Ases del Humor-reeks na voorpublicatie in het nieuwe stripblad Gran Pulgarcito (27 januari - 23 juni 1969). In 1971 werd het album in het Nederlands uitgebracht, zij het in een gecensureerde versie vanwege de verwijzingen naar Duitsland in de Tweede Wereldoorlog.

## Verhaal
Professor Bacterie heeft een atoomsulfaat uitgevonden om ongedierte uit te roeien, maar zoals dat vaker het geval is bij zijn uitvindingen werkt het averechts; de insecten worden een stuk groter en vormen daardoor een gevaar voor de mensheid. Om het nog erger te maken wordt het sulfaat gestolen in opdracht van de Tiranese dictator Brutestrausen (op latere pagina's Bruteshausen) voor zijn plannen tot wereldheerschappij. Meestervermommer Paling en zijn chef Ko worden door hun baas, de Superintendant naar Tirania gestuurd om het sulfaat terug te halen. Dankzij de extra fles die Bacterie ze heeft gegeven weten Paling en Ko tot het hoofdwartier van Brutestrausen door te dringen en diens snode plannen te verijdelen. Brutestrausen slaat op de vlucht en Tirania krijgt een nieuwe leider. Bij thuiskomst van de agenten besluit Bacterie - zelf verkleind door een mislukt experiment - het sulfaat te vernietigen. Dit gaat echter mis wanneer er bij het leeggieten van de fles een vlieg langskomt; deze wordt vervolgens groter en achtervolgt Paling, Ko, Super en Bacterie.

## Verschillen met latere strips
Het Atoomsulfaat is in opzet nog gelijk aan de Franse strips; Ibáñez vond deze stijl echter te ingewikkeld en besloot deze uiteindelijk los te laten. Verder is het verhaal doorlopend in plaats van opgedeeld in hoofdstukken, en is er nog geen sprake van de jarenlange naamsverwarring waarbij Paling Ko werd genoemd en zijn chef Paling.